# Ben 10: Omniverse
Ben 10: Omniverse (tạm dịch: Ben 10: Người hùng vũ trụ) là bộ phim truyền hình Mỹ được sáng lập bởi Man of Action Entertainment và được trình chiếu trên kênh Cartoon Network.

## Nội dung
Tiếp nối câu chuyện vài tháng sau trong Ben 10: Ultimate Alien, Ben Tennyson nhận được một Omnitrix hoàn toàn mới sau khi Azmuth lấy lại Ultimatrix vì nó không ổn định. Chị gái của cậu - Gwen phải học đại học còn Kevin thì đi cùng để canh chừng nên Ben được hoạt động cùng cộng sự mới, Rook Blonko. Câu chuyện của phần này luân phiên giữa lúc Ben 11 tuổi (1 năm sau Ben 10) và Ben 16 tuổi (vài tháng sau Ben 10: Ultimate Alien).

## Nhân vật chính
Nhân vật ở thời điểm vài tháng sau Ben 10Ultimate Alien
Benjamin Kirby Tennyson (Ben Tennyson)
Sau khi Azmuth thu hồi lại Ultimatrix vì nó không ổn định, Ben đã nhận được một Omnitrix hoàn toàn mới, mạnh mẽ và ổn định hơn Omnitrix ban đầu. Trong phần phim này, Ben đồng hành cùng cộng sự mới, Rook Blonko vì Gwen phải đi học đại học và Kevin thì đi cùng để canh chừng. Cậu hoạt động trong hội Plumbers của ông nội mình. Ben đã trưởng thành hơn nhưng vẫn giữ được sự vui tính với mọi người.
Rook Blonko (họ trước tên sau)
Rook là cộng sự mới của Ben trong phần phim này. Cậu là một người kiên nhẫn và thường suy nghĩ trước khi hành động. Rook cũng là một người lịch thiệp, cậu gọi Ben là "ngài" và Gwen là "cô Tennyson" ở những hồi đầu phim. Cậu có một trang bị gọi là Proto-Tool, có khả năng biến đổi thành các vật dụng, vũ khí khác nhau tuỳ theo tình huống. Rook là một người có kỹ năng đấu tay đôi và sử dụng vũ khí rất thành thạo qua nhiều năm luyện tập ở Plumbers' Academy. Ngoài ra, Rook cũng có kiến thức và có thể sử dụng phép thuật qua cuốn sách của Gwen (có thể thấy trong tập "Charmed, I'm Sure").
Max Tennyson
Ông là chỉ huy của hội Plumbers. Ông cũng giúp đỡ Ben và Rook rất nhiều trong những cuộc phiêu lưu. Đặc biệt là trong tập "Showdown: Part 2", ông đã góp phần sửa lại tường lửa để ngăn chặn việc Malware chạm tới lõi, góp phần bảo toàn hành tinh Galvan Prime.
Gwendolyn Catherine Tennyson (Gwen Tennyson)
Gwen là chị em họ của Ben. Ở tuổi 16, cô bắt đầu đi học đại học (được thấy ở tập đầu "The More Things Change: Part 1"). Gwen vẫn thường quay về Bellwood để trợ giúp Ben, Rook và ông nội của cô mỗi khi họ cần. Gwen đã trưởng thành hơn nhiều theo thời gian.
Kevin Ethan Levin
Kevin là bạn thân của Ben, được Ben coi như là một người anh. Cậu cũng là bạn trai của Gwen và sống gần chỗ cô học đại học (Kevin cũng kiếm được việc làm ở chỗ garage đó). Ở phần này, Kevin khá hài hước. Sức mạnh của cậu cũng ít nhiều phát triển theo thời gian.
Azmuth
Azmuth là người thông minh nhất năm thiên hà và cũng là người tạo ra Omnitrix. Ông luôn quan tâm tới Ben và hành tinh Galvan Prime. Azmuth đã trở nên thân thiết hơn với nhóm Ben trong phần phim này.
Professor Paradox
Một giáo sư có khả năng du hành xuyên không - thời gian. Ông thường xuất hiện khi sự việc gần như đi vào ngõ cụt (theo lời Gwen). Ông đã giúp Ben rất nhiều, đặc biệt là giúp khôi phục dòng thời gian của những người đeo Omnitrix khác nhau (như Ben 23, Gwen 10, Mad Ben,...).
Khyber
Phản diện chính trong những mùa đầu của phim. Khyber là một thợ săn vĩ đại nhất vũ trụ. Ban đầu, Malware và Dr. Psychobos thuê hắn săn tìm Ben, đổi lại thì hắn sẽ có Nemetrix - một thiết bị gần giống Omnitrix. Khyber đã dành khá nhiều thời gian đi tìm những DNA của những kẻ thù tự nhiên, khắc chế các người ngoài hành tinh trong Omnitrix để góp phần hoàn thiện Nemetrix. Hắn là một trong những đối thủ đã khiến nhóm Ben trầy da tróc vảy nhiều lần.
Malware
Một sản phẩm lỗi được Azmuth tạo ra với mục đích thử nghiệm cho cư dân loài Galvanic Mechamorph (dạng Upgrade trong Omnitrix có DNA từ loài Galvanic Mechamorph). Malware là một kẻ điên loạn, vô cùng nguy hiểm, bất chấp mọi thủ đoạn để có được sức mạnh của Omnitrix nhằm quét sạch loài Galvanic Mechamorph vì mối hận thù với Azmuth. Trong tập "Showdown: Part 2", hắn trở nên mạnh mẽ và khổng lồ hơn bao giờ hết, Malware đã đánh bại cả Way Big trong tập này và bị Feedback hạ ở cuối tập.
Nhân vật ở thời điểm 1 năm sau Ben 10
Benjamin Kirby Tennyson (Ben Tennyson)
Ở tuổi 11, Ben đã sử dụng Omnitrix thành thạo hơn và mở khoá được nhiều dạng mới sau movie "Ben 10: Destroy All Aliens". Trong những tập kể về quá khứ, có thể thấy Ben vẫn tiếp tục cùng Gwen và ông nội Max đi phiêu lưu vào kỳ nghỉ hè.
Gwendolyn Catherine Tennyson (Gwen Tennyson)
Ở tuổi 11, Gwen đã phần nào bớt đi tính nóng nảy của mình. Cô cũng có cảm tình với Kevin thời này, có thể thấy qua tập "Weapon XI: Part 2" khi cô tới hỏi Kevin có ổn không sau khi Kevin biến lại thành người từ dạng đột biến mới của anh. Gwen cũng sử dụng thành thạo hơn sức mạnh phép thuật của cô (giờ đã thành màu hồng).
Max Tennyson
Ông là ông nội của Ben và Gwen. Ông tiếp tục đưa hai đứa cháu đi phiêu lưu trong kỳ nghỉ hè và đã đụng độ nhiều đối thủ khác nhau. Ông cũng quan tâm hai đứa nhiều hơn sau những chuyến phiêu lưu cùng nhau.
Kevin Ethan Levin
Trong thời gian bị nhốt ở Null Void, Kevin đã gia nhập hội Rooters và gặp Argit sau khi tách khỏi hội đó. Kevin cùng Argit trở về Trái đất và một lần nữa, Kevin lại trở thành dạng đột biến giữa các dạng biến hình mới trong Omnitrix của Ben. Nhưng cậu được trở lại dạng người nhờ mũi tên gây mê của Argit. Về sau, Kevin và Amalgam Kids (những đứa trẻ bị hội Rooters bắt làm thí nghiệm) bị đưa vào Null Void một lần nữa.
Malware
Một trong những đối thủ đầu tiên của Ben (11 tuổi) ở đầu phim. Hắn là một kẻ điên loạn, muốn có sức mạnh của Omnitrix nhưng thường bị Ben đánh bại.
Dr. Aloysius James Animo
Dr. Animo là kẻ thù cũ của Ben. Hắn xuất hiện trong hai tập "Special Delivery" và "Evil's Encore". Hắn luôn thí nghiệm lên các động vật và tạo ra những giống loài pha tạp như muỗi đột biến để cản chân nhóm Ben nhưng bao giờ cũng thất bại.

## Phát sóng
Phiên bản lồng tiếng Việt của bộ phim này được phát trên YouTube từ tháng 8 năm 2018, hiện tại mới phát sóng đến tập 79 với danh nghĩa là Ben 10 - mùa 4.
Tại Trung Quốc, Ben 10: Omniverse được phát trên sóng của Đài truyền hình trung ương Trung Quốc trên kênh CCTV-14 vào lúc 12 giờ trưa theo giờ Bắc Kinh (tức 11 giờ trưa theo giờ Việt Nam) từ ngày 21 tháng 9 năm 2017 đến 25 tháng 10 năm 2017 (tạm ngừng phát sóng trong thời gian nghỉ lễ Quốc khánh của Trung Quốc), tuy nhiên khi CCTV mới chiếu được một nửa trong số 80 tập của bộ phim thì không còn tiếp tục phát sóng nữa.